# سوزان کرول
سوزان کرول (به انگلیسی: Suzanne Krull)(زاده ۸ ژوئیه ۱۹۶۶-درگذشته ۲۷ ژوئیه ۲۰۱۳) بازیگر آمریکایی بود.
از کارهای معروف او می‌توان به بازی در فیلم بهترین چیز بعدی و بدون سکان اشاره کرد.